# Эпплбаум, Джейкоб

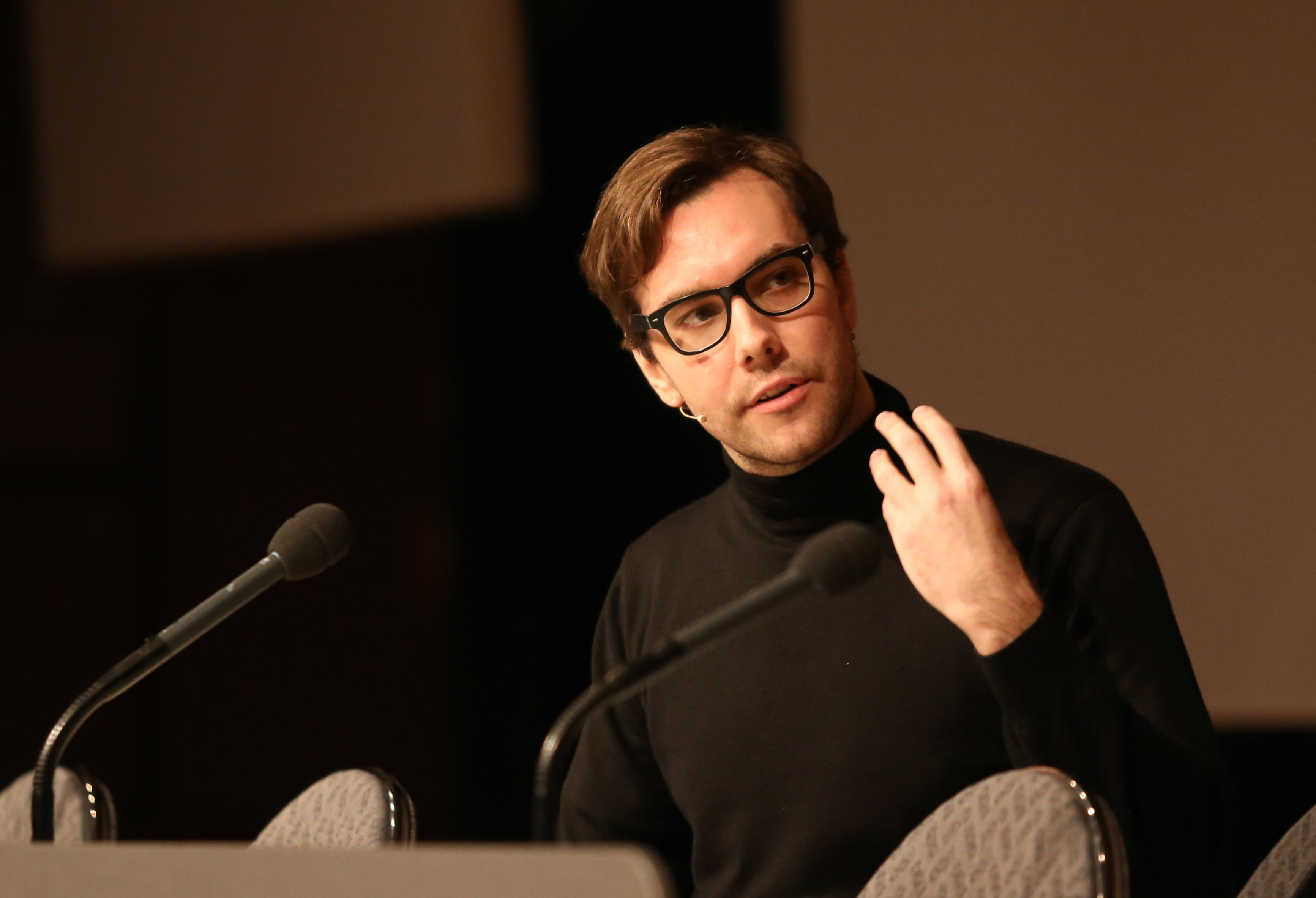
Джейкоб Эпплбаум на 30C3 в Гамбурге (2013).

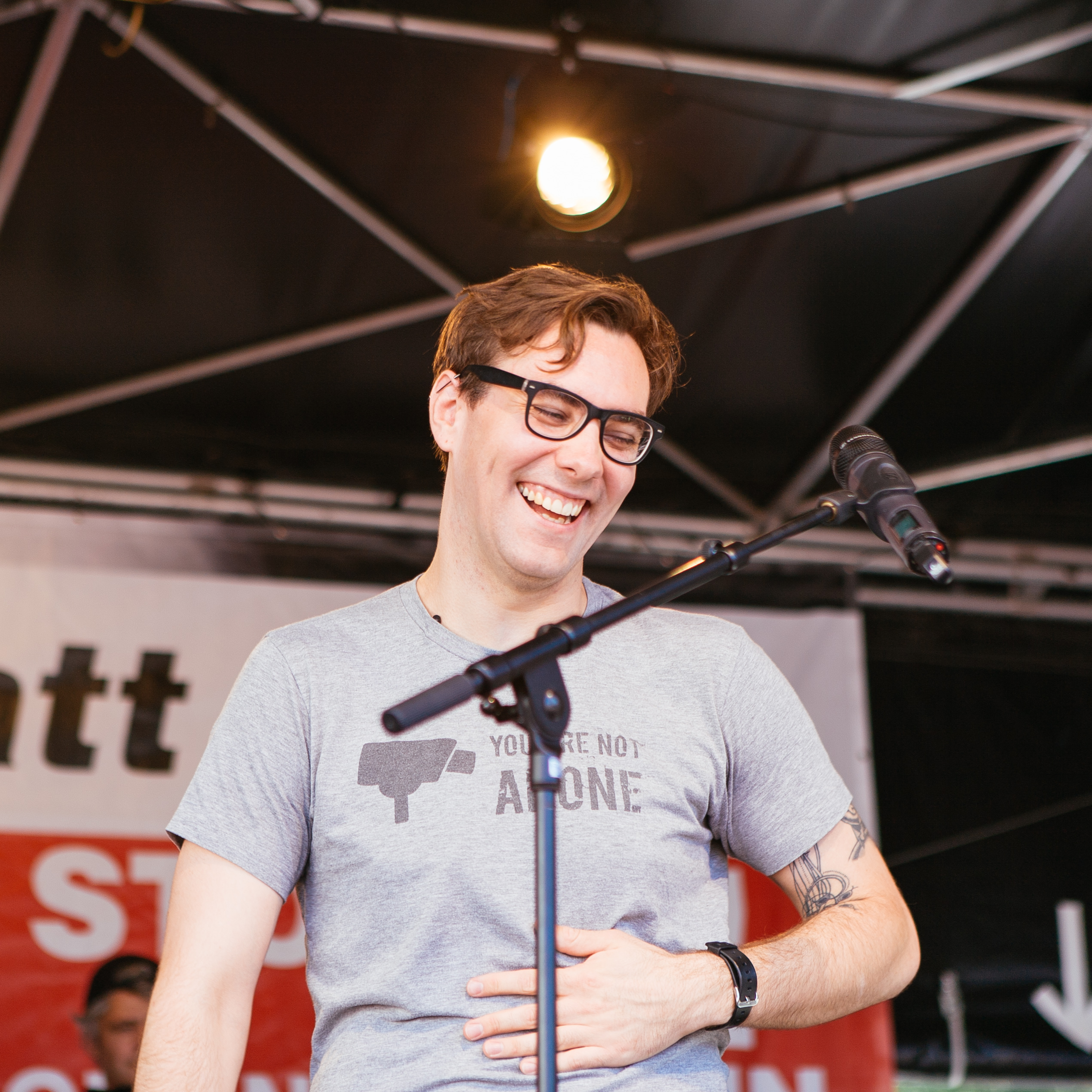
Эпплбаум выступает на протестном марше Freiheit statt Angst («Свобода вместо страха») в Берлине (2013).

Дже́йкоб Э́пплбаум (англ. Jacob Appelbaum; род. 1 апреля 1983, Калифорния) — американский независимый журналист, исследователь компьютерной безопасности и хакер. Работал на Вашингтонский университет, являлся ключевым участником проекта Tor, но в 2016 году был вынужден покинуть проект после обвинений в сексуальных домогательствах. Представлял WikiLeaks, из-за чего неоднократно задерживался правоохранительными органами.
Проживает в Берлине. Делает большой вклад как журналист в публикацию документов, обнародованных Эдвардом Сноуденом в июне 2013 года. Публиковался в журанале Der Spiegel и других изданиях.

## Биография
Тётя забрала Джейкоба от неблагополучных родителей, когда ему было 6 лет. Через два года его отдали в детский дом в Сономе, но ещё через два его отцу дали право опекунства. С компьютерным программированием его познакомил отец товарища, и по словам Джейкоба, это спасло его жизнь. «Интернет — единственная причина, почему я жив».
В 2005 году Эпплбаум дважды выступил на 22nd Chaos Communication Congress с докладами Personal Experiences: Bringing Technology and New Media to Disaster Areas, и A Discussion About Modern Disk Encryption Systems. Первый касался его путешествий в Ирак, установки спутникового интернета в Курдистане, посещения Нового Орлеана после урагана Катрина. Во втором он говорил о правовых и технических аспектах полного шифрования диска. На 23 Конгрессе в 2006 году совместно с Ральфом-Филиппом Вайнманном он выступил на тему Unlocking FileVault: An Analysis of Apple’s Encrypted Disk Storage System. Вместе они впоследствии выпустили свободную программу VileFault, которая сломала безопасность FileVault компании Apple.
Эпплбаум также сотрудничал в некоторых других исследовательских проектах, в том числе SSL сертификации ключей и smart parking meters..
Вместе с Джулианом Ассанжем появился в 8 и 9 эпизодах телепрограммы World Tomorrow, «Киберпанки». Сделал вклад в книгу Ассанжа Cypherpunks: Freedom and the Future of the Internet (2012), вместе с Энди Мюллер-Магуном и Иеремией Циммерманном.
В августе 2013 года Эпплбаум выступил от имени Эдварда Сноудена на получении двухгодичной «Премии информатора» от группы общественных организаций в Берлин-Бранденбургкой академии наук..
В сентябре 2013 года Эпплбаум свидетельствовал в Европейском парламенте, где утверждал, что за его партнёром следили с использованием приборов ночного видения. В декабре того же года Эпплбаум сообщил Berliner Zeitung, что за ним следят и что в его берлинскую квартиру проникли и воспользовались его компьютером.
Эпплбаум также является членом технического совета Freedom of the Press Foundation.
Эпплбаума несколько раз задерживали в аэропортах с изъятием электронного оборудования. В 2010 году Министерство юстиции США добилось постановления суда, который обязал Twitter предоставить данные об учётных записях пользователей, Эпплбаума и ещё нескольких человек, связанных с Wikileaks. Twitter уведомил своих пользователей, что их данные были запрошены.
В 2012 году Эпплбаум назвал себя «бисексуалом, атеистом, евреем» и сторонником идей анархизма. Бабушка Эпплбаума была родом из России.
С 2015 года Эпплбаум является аспирантом у Тани Ланж и Дэниела Берстейна в Техническом университете Эйндховена.

#### Обвинения в сексуальном насилии
В марте 2015 Эпплбаума отстранили от работы в проекте Tor на десять дней из-за обвинений в сексуальных домогательствах. 25 мая 2016 года Эпплбаум оставил свою должность в проекте. 4 июня Шари Стил, исполнительный директор проекта, опубликовала развёрнутое заявление, поясняющее, что хотя предыдущие подозрения в сексуальном насилии соответствовали «слухам, которые некоторые из нас слышали некоторое время», «…последние обвинения гораздо серьёзнее и конкретнее, чем что-либо, что мы слышали ранее». 27 июля Шари также опубликовала заявление, в котором сообщила, что Tor Project проведено расследование с участием профессионального следователя, в ходе которого были идентифицированы ещё два человека, участвовавших в недопустимом поведении, и эти люди более не связаны с проектом Tor.